# جو مورغان (لاعب كرة قاعدة)
جو مورغان (بالإنجليزية: Joe Morgan)‏ هو لاعب كرة قاعدة أمريكي، ولد في (19 سبتمبر 1943 في بونهام في الولايات المتحدة  - 11 أكتوبر 2020)

## وصلات خارجية
- جو مورغان على موقع دوري كرة القاعدة الرئيسي (الإنجليزية)
- جو مورغان على موقعبيزبول رفرنس.كوم (الدوري الرئيسي) (الإنجليزية)
- جو مورغان على موقعبيزبول رفرنس.كوم (الدوري الثانوي) (الإنجليزية)
- جو مورغان على موقع إي إس بي إن.كوم (أم.أل.بي) (الإنجليزية)
- جو مورغان على موقع مشجعي الرسوم البيانية (الإنجليزية)
- جو مورغان على موقع قاعة مشاهير كرة القاعدة (الإنجليزية)
- جو مورغان على موقع الموسوعة البريطانية (الإنجليزية)